# 贝尔格莱德国防大学军事学院
贝尔格莱德国防大学军事学院是塞尔维亚首都贝尔格莱德的一个高等教育和科学机构，为贝尔格莱德国防大学的一部分。学院始建于1850年3月18日，自建立之初就为塞尔维亚培养了许多高素质的军事人才，如塞尔维亚军事家米洛什·瓦西奇。学院的口号为：Част је наша имовина（塞尔维亚文，意即荣誉是我们的财富），现任校长是塞尔维亚陆军少将博扬·兹尼奇。